# Transportflugzeug

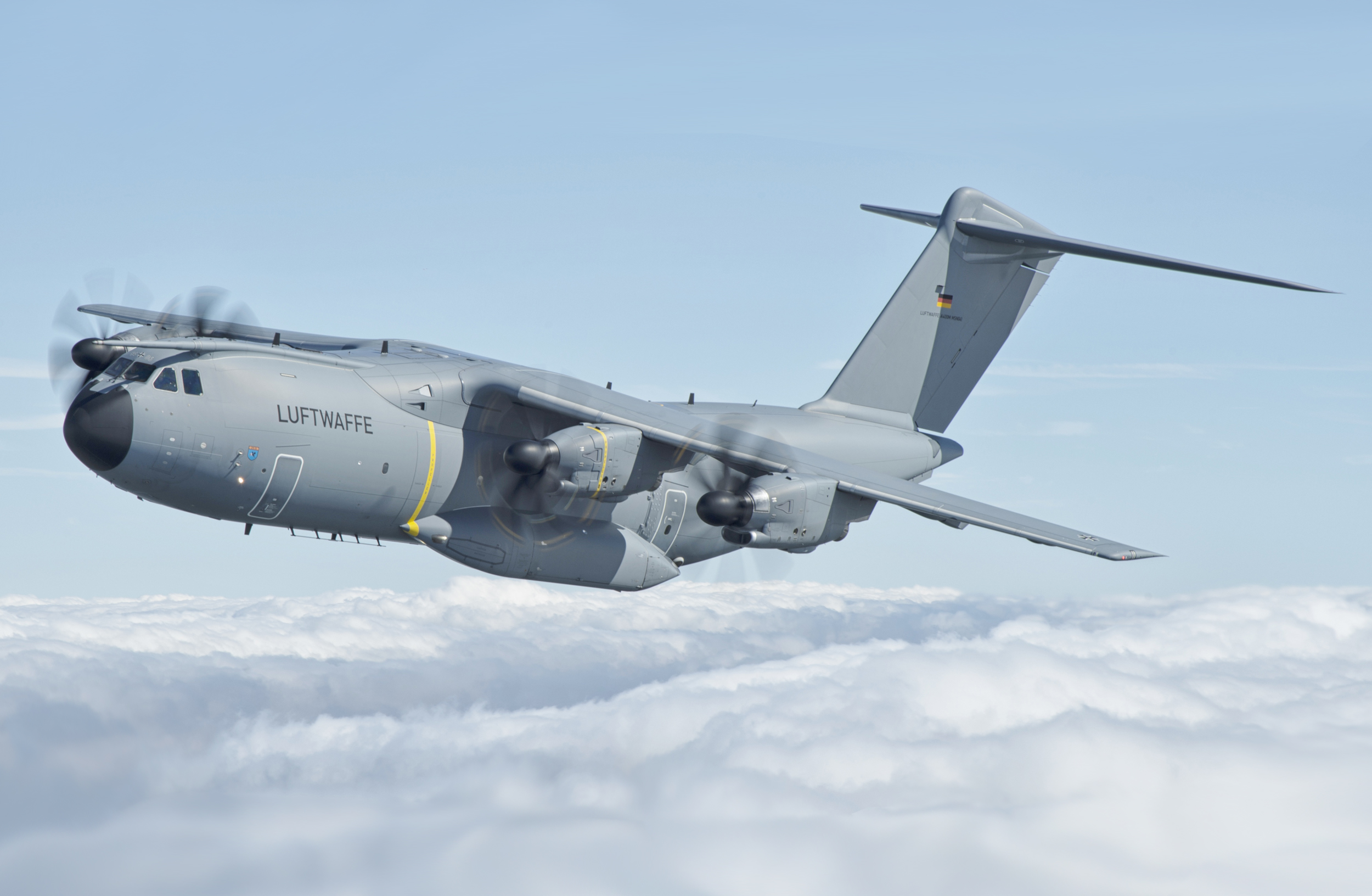
Airbus A400M Atlas der Luftwaffe im Flug

Transportflugzeuge sind besondere Frachtflugzeuge, die für den militärischen Transport von Personen, Material oder Fracht entwickelt werden. Sie müssen robust, zuverlässig und variabel für diese Zwecke geeignet sowie schnell be- und entladbar sein. Bei vielen Entwicklungen können Fahrzeuge über eine Bug- oder Heckklappe selbst in das Flugzeug fahren. Transportiert werden können, auch in Kombination, zum Beispiel Fahrzeuge, Panzer, Soldaten zum Lufttransport und  Fallschirmspringer in der Luftlandung, Ausrüstung oder Güter für zivile Hilfseinsätze. 

## Überblick

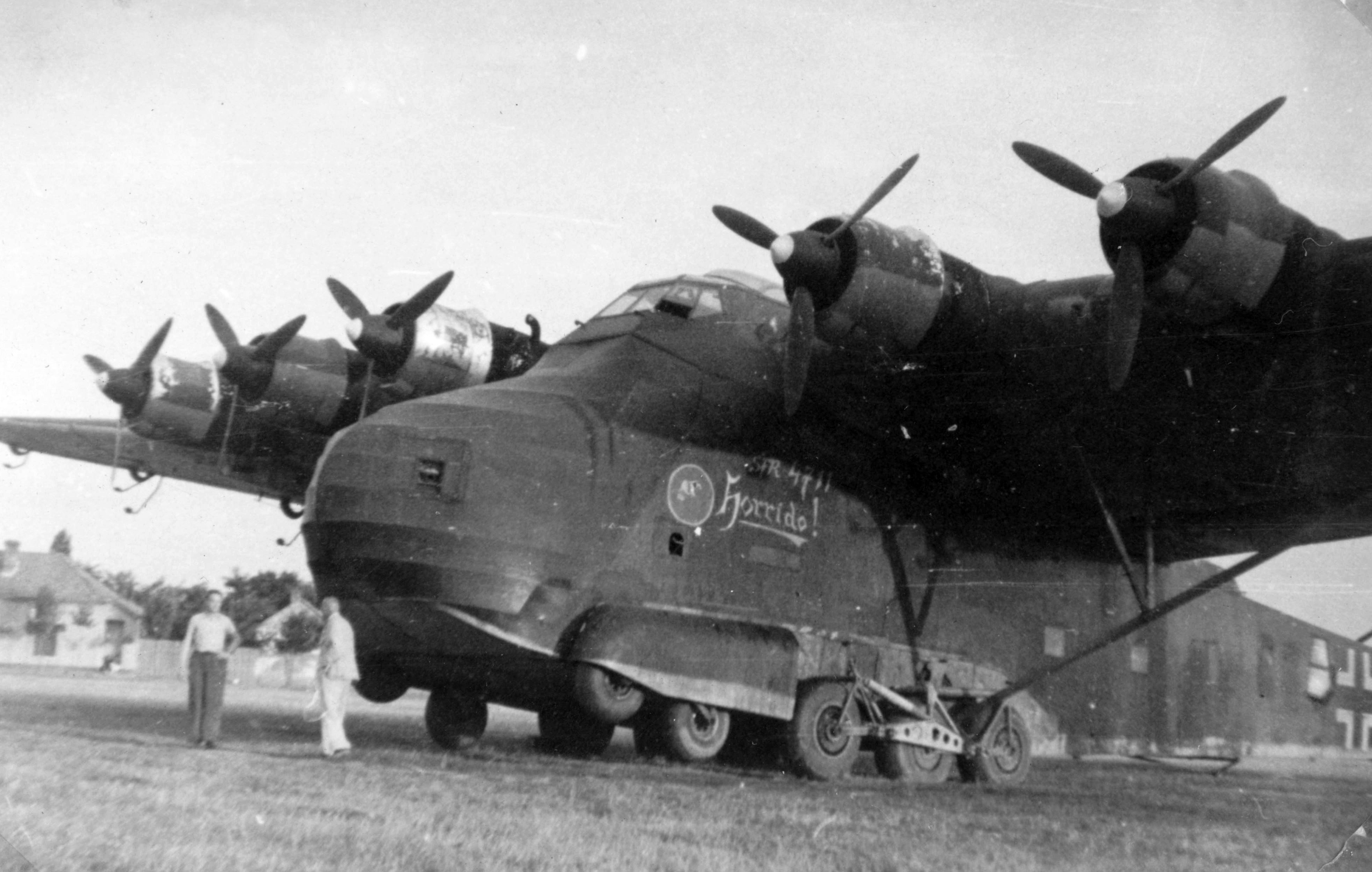
Transportflugzeug Me 323 Gigant

Die Begriffe Transportflugzeug und Frachtflugzeuge werden umgangssprachlich synonym genutzt. Im militärischen Sinne sind Transportflugzeuge besondere Frachtflugzeuge, die für den militärischen Transport von Personen, Material oder Fracht entwickelt werden. Sie müssen robust, zuverlässig und variabel für diese Zwecke geeignet sowie schnell be- und entladbar sein. Bei vielen Entwicklungen können Fahrzeuge über eine Bug- oder Heckklappe wie bei der Messerschmitt Me 323 selbst in das Flugzeug fahren. Transportiert werden können, auch in Kombination, zum Beispiel Fahrzeuge, Panzer, Soldaten zum Lufttransport und Fallschirmspringer in der Luftlandung, Ausrüstung oder Güter für zivile Hilfseinsätze. 
Auch zahlreiche Flugzeugtypen, die ursprünglich ganz oder primär für den zivilen Markt konzipiert wurden, kamen dann zusätzlich als militärische Transportflugzeuge zum Einsatz, wie z. B. die Handley Page Herald oder Douglas DC-3. 
Unmotorisierte Transportflugzeuge heißen Lastensegler. Sie wurden nach dem Zweiten Weltkrieg von Militärhubschraubern verdrängt; in neuerer Zeit weisen VTOL-Luftfahrzeuge eine größere Reichweite auf.

## Taktische Transportflugzeuge

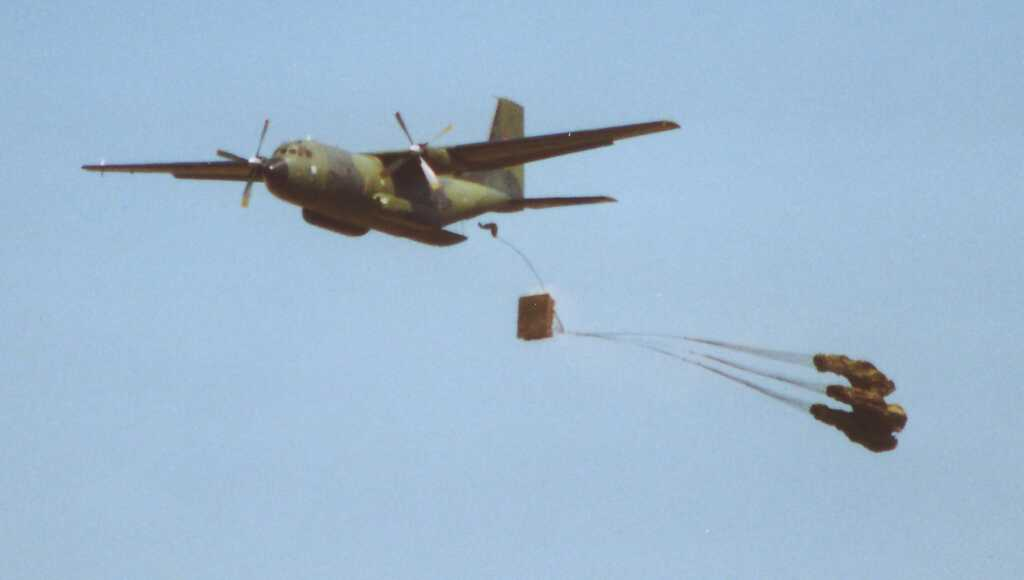
Transall C-160 beim Frachtabwurf

Taktische Transportflugzeuge dienen dazu, Truppen und Material direkt in Einsatzgebiete zu befördern, in denen mangels Infrastruktur häufig weder Instrumentennavigation möglich ist, noch befestigte Landebahnen vorhanden sind. Transportflugzeuge verfügen für Landungen in unbefestigten Landezonen meist über Niederdruckreifen. Falls keine Landebahn zur Verfügung steht, können Lasten oder Fallschirmspringer aus der Luft mit Fallschirmen abgesetzt oder Lasten ohne Schirm im Tiefflugverfahren abgeworfen werden. Taktische Transportflugzeuge werden in aller Regel von Propellern angetrieben. Hierdurch sind sie weniger anfällig für Beschädigungen durch angesaugte Fremdkörper wie Vogelschlag und besitzen gute Eigenschaften beim Starten und Landen auf kurzen Bahnen oder Pisten und bei langsamer Fluggeschwindigkeit, die für das Absetzen notwendig ist.
Taktische Transportflugzeuge wie die Antonow An-26 werden auch als taktische Kampfzonentransportflugzeuge bezeichnet. Dieser Begriff wurde hauptsächlich vom russischen Militär verwendet und sollte Flugzeuge kennzeichnen, die durch ihre einfache Bauweise und teilweise auch durch Panzerung der Zelle relativ beschussfest waren, die auf unbefestigten Landezonen landen und starten konnten und die, allerdings nur in der Frühphase, bedingt mit Maschinenwaffen bestückt waren.

### Beispiele für taktische Transportflugzeuge
chronologisch aufsteigend nach Indienststellung

#### Erstentwicklungen
- Junkers Ju 52/3m
- Douglas DC-3
- Messerschmitt Me 323 Gigant
- Arado Ar 232

#### Gegenwart
- Lockheed C-130 Hercules
- Antonow An-12
- Transall C-160

- Embraer C-390 Millennium
- Alenia C-27 Spartan
- Shaanxi Y-9

## Strategische Transportflugzeuge

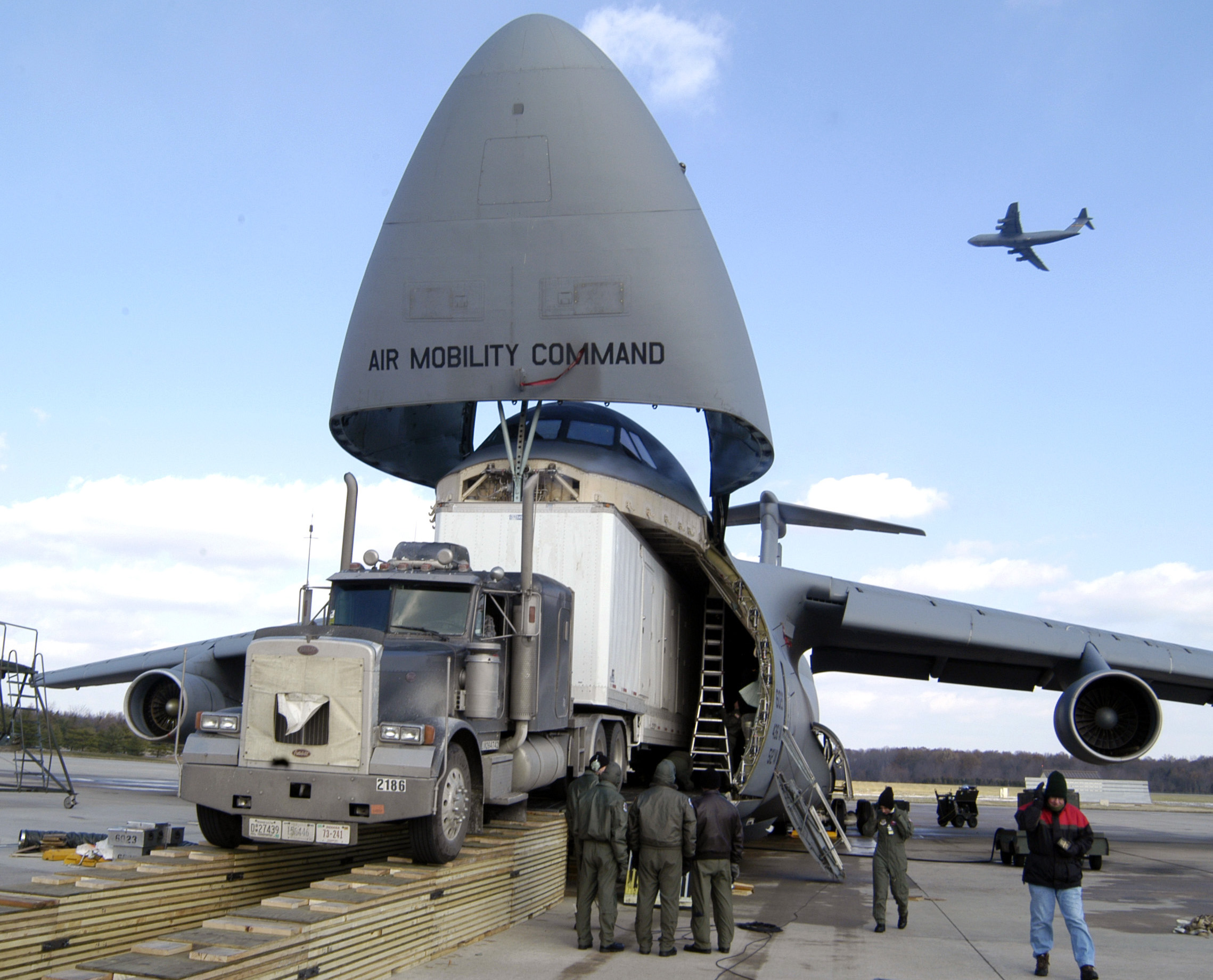
Beladen einer C-5 Galaxy

Strategische Transportflugzeuge befördern Truppen und Material über große Distanzen zu militärischen oder zivilen Flughäfen abseits des unmittelbaren Einsatzgebietes, von wo aus taktische Transportflugzeuge, Hubschrauber oder Transportfahrzeuge den weiteren Transport übernehmen. Sie nutzen befestigte Landebahnen und eine vorhandene Infrastruktur und sind generell nicht für den direkten Einsatz im Operationsgebiet vorgesehen. Sie werden heutzutage meist von Strahltriebwerken angetrieben, verfügen über ein wesentlich größeres Transportvolumen als taktische Transportflugzeuge und erreichen eine höhere Reisegeschwindigkeit und Reichweite als diese. Neben eigens entwickelten Transportflugzeugen mit Heck- oder Bugrampe werden auch umgebaute Passagierflugzeuge für den strategischen Lufttransport eingesetzt. Einige dieser Maschinen haben eine seitliche Ladeluke, über die Transportpaletten verladen werden können. 

### Beispiele für strategische Transportflugzeuge
chronologisch aufsteigend nach Indienststellung

#### Vergangenheit
- Douglas C-124 Globemaster II
- Douglas C-133 Cargomaster
- Lockheed C-141 Starlifter
- Short Belfast
- Antonow An-22

#### Gegenwart
- Lockheed C-5 Galaxy
- Lockheed L-1011 TriStar
- Iljuschin Il-76
- Antonow An-124 Ruslan
- Boeing C-17 Globemaster III
- Airbus A330 MRTT
- Airbus A400M
- Xian Y-20
- Kawasaki C-2

## Multifunktionale Transportflugzeuge
Seit einigen Jahren werden Transportflugzeuge entwickelt, die sowohl für den taktischen als auch für den strategischen Lufttransport verwendet werden können. Beispiele hierfür sind die Boeing C-17 und der Airbus A400M. Sie kombinieren die guten Landeeigenschaften taktischer Transportflugzeuge auf unbefestigten oder kurzen Landebahnen mit einer größeren Reichweite und einer erhöhten Lufttransportkapazität. Sie verfügen jedoch nicht über die Kapazität, mehrere Kampfpanzer transportieren zu können, wie es bei einigen strategischen Transportflugzeugen möglich ist. Eine Mehrfachlösung stellen VTOL-Transportflugzeuge wie u. a. die Bell-Boeing V-22 dar. Sie verfügen sowohl über die Eigenschaften eines Hubschraubers als auch über die Langstreckeneigenschaften eines Transportflugzeuges und können meist luftbetankt werden.